# Бікамералізм (психологія)
Бікамеральний менталітет — це гіпотеза, запропонована Джуліаном Джейнсом, який стверджував, що предки людини ще в Стародавній Греції не вважали емоції та бажання похідними від їхнього власного розуму, а як наслідки дій богів, які були поза ними. Теорія стверджує, що людський розум колись працював у стані, коли когнітивні функції були розділені між однією частиною мозку, яка, здається, «говорить», і другою частиною, яка слухає і підкоряється — бікамеральний розум, і що розпад цей поділ породив у людей свідомість. Термін був введений Джейнсом, який представив цю ідею у своїй книзі 1976 року «Походження свідомості в розпаді бікамерального розуму», де він стверджував, що бікамеральний менталітет був нормальним і повсюдним станом людського розуму ще недавно. як 3000 років тому, ближче до кінця середземноморської бронзової доби.

## Походження свідомості в розпаді бікамерального розуму
Джейнс використовує термін «бікамеральний» (двокамерний) для опису психічного стану, за якого досвід і спогади правої півкулі мозку передаються в ліву півкулю через слухові галюцинації. Метафора ґрунтується на ідеї латералізації функції мозку, хоча кожна половина нормального людського мозку постійно спілкується з іншою через мозолисте тіло. Метафора не має на увазі, що дві половини бікамерального мозку були «відрізані» одна від одної, а те, що бікамеральний розум сприймався як інша, несвідома психічна схема, в якій воля перед обличчям нових стимулів опосередковувалась через механізм мовного контролю і відчувається як слухова вербальна галюцинація.

### Визначення
Бікамеральний менталітет є несвідомим у своїй нездатності міркувати та артикулювати ментальний зміст через метарефлексію, реагуючи без прямого усвідомлення та без метарефлексивної здатності пояснити, чому це зробив. Таким чином, бікамеральному розуму бракує метасвідомості, автобіографічної пам'яті та здатності до виконавчих «функцій его», таких як навмисне блукання розуму та свідома інтроспекція ментального змісту. Коли бікамеральний менталітет як метод соціального контролю перестав бути адаптивним у складних цивілізаціях, ця ментальна модель була замінена свідомим способом мислення, який, як стверджував Джейнс, ґрунтується на набутті метафоричної мови, засвоєної під час наративної практики.
За словами Джейнса, стародавні люди з бікамеральним станом розуму сприймали світ у спосіб, який має певну подібність до людини з шизофренією. Замість того, щоб робити свідомі оцінки в нових або несподіваних ситуаціях, людина галюцинувала голос або «бога», який давав напоумливі поради чи накази та підкорявся без питань: людина взагалі не усвідомлювала власних процесів мислення як таких. Гіпотеза Джейнса пропонується як можливе пояснення «командних галюцинацій», які часто керують поведінкою людей із першочерговими симптомами шизофренії, а також інших людей, які чують голос.

### Впливи

#### Стосовно гомерівської психології
Ерік Робертсон Доддс писав про те, що давня грецька думка, можливо, не включала раціональності, як це визначено сучасною культурою. Насправді греки могли знати, що людина щось робила, але причину, за якою вони це робили, приписували божественним зовнішнім проявам, таким як боги чи даймони. Бруно Снелл у 1953 році вважав, що в гомерівській грецькій психології не було відчуття себе в сучасному розумінні. Потім Снелл описує, як грецька культура «самореалізувала» сучасний «інтелект». Arthur William Hope Adkins, спираючись на роботу Снелла, писав про те, як давньогрецька цивілізація розвинула психологію, орієнтовану на его, як адаптацію до життя в містах-державах, до цього життя в гомерівському ойкосі не вимагало таких інтегрованих процесів мислення.

#### Стосовно неврологічних моделей
Неврологічна модель у «Походженні свідомості в розпаді бікамерального розуму» була радикальною нейронауковою гіпотезою, яка ґрунтувалася на дослідницьких романах того часу, головним чином на експериментах Майкла Газзаніги з розділенням мозку і теорія інтерпретатора лівого мозку. Більш загальна ідея «розділеного Я» (на відміну від «єдиного Я») знайшла підтримку в психологічних і неврологічних дослідженнях.

### Докази Джейнса
Джейнс обґрунтував цю гіпотезу про те, що людський мозок існував у бікамеральному стані ще 3000 років тому, посилаючись на докази з багатьох різноманітних джерел, включаючи історичну літературу. Він застосував міждисциплінарний підхід, черпаючи дані з багатьох різних галузей. Посилаючись на Доддса, Снелла та Едкінса, Джейнс припустив, що приблизно до часів, про які йдеться в «Іліаді» Гомера, люди загалом не мали самосвідомості, характерної для свідомості, як це відчуває більшість людей сьогодні. Швидше, бікамеральний індивід керувався ментальними наказами, які, як вважають, видавали зовнішні «боги» — наказами, записаними у стародавніх міфах, легендах та історичних оповіданнях. Прикладом цього є не лише накази, дані персонажам стародавніх епосів, але й самі музи грецької міфології, які «оспівували» вірші. За словами Джейнса, стародавні буквально чули муз як безпосереднє джерело своєї музики та поезії.
Джейнс стверджує, що в «Іліаді» та розділах Старого Заповіту не згадуються будь-які когнітивні процеси, такі як самоаналіз, і немає жодних очевидних ознак того, що автори були самосвідомими. Джейнс припускає, що старіші частини Старого Завіту (такі як Книга Амоса) мають мало або взагалі не мають рис деяких пізніших книг Старого Завіту (таких як Екклезіаст), а також пізніших творів, таких як Одіссея Гомера, які показують ознаки глибоко іншого типу ментальності — ранньої форми свідомості.
У стародавні часи, зазначив Джейнс, богів було набагато більше і вони були більш антропоморфними, ніж у наш час, і припускає, що це сталося тому, що кожна бікамеральна людина мала свого власного «бога», який віддзеркалював її власні бажання та досвід.
Він також зазначив, що у стародавніх суспільствах до трупів померлих часто ставилися як до ще живих (сидять, одягнені та навіть нагодовані) як форму поклоніння предкам, і Джейнс стверджував, що мертві тіла вважалися все ще живими та джерело слухових галюцинацій. Ця адаптація до сільських громад із 100 і більше осіб утворювали ядро релігії.
Посилаючись на Газзанігу, Джейнс зробив висновок, що ці «голоси» походять від правих відділів мозку, аналогів лівих мовних центрів; зокрема, аналоги області Верніке та центру Брока. Ці області є певною мірою сплячими в правій частині мозку більшості сучасних людей, але Джейнс зазначив, що деякі дослідження вказують, що слухові галюцинації відповідають підвищеній активності в цих областях мозку.
Джейнс зазначає, що навіть на момент публікації немає єдиної думки щодо причини або походження шизофренії. Джейнс стверджує, що шизофренія є пережитком колишнього бікамерального стану людства. Останні дані показують, що багато людей із шизофренією не просто чують випадкові голоси, але й відчувають «командні галюцинації», які інструктують їхню поведінку або спонукають їх до вчинення певних дій, таких як піти в океан, які слухач відчуває, що у них немає іншого вибору, як слідувати. Джейнс також стверджує, що люди з шизофренією відчувають втрату ідентичності через галюцинації голосів, які замінюють їхній внутрішній монолог.
Як підтвердження аргументу Джейнса, ці наказові галюцинації мало відрізняються від наказів богів, які помітно фігурують у стародавніх історіях. Непрямі докази, які підтверджують теорію Джейнса про те, що колись галюцинації відігравали важливу роль у психіці людини, можна знайти в книзі Деніела Сміта «Музи, божевільні та пророки: переосмислення історії, науки та значення слухових галюцинацій» 2012 року.

### Занепад
Джейнс висунув теорію, що відхід від бікамерального менталітету ознаменував початок самоспостереження та свідомості, яку ми знаємо сьогодні. За словами Джейнса, цей бікамеральний менталітет почав давати збій або «ламатися» під час 2-го тисячоліття до нашої ери. Він припускає, що примітивні стародавні суспільства мали тенденцію періодично руйнуватися: наприклад, проміжні періоди Єгипту, а також періодично зникаючі міста майя, оскільки зміни в навколишньому середовищі порушували соціально-культурну рівновагу, яку підтримував цей бікамеральний спосіб мислення.
Катастрофа бронзової доби 2 тисячоліття до н. е. призвело до масових міграцій і породило низку несподіваних ситуацій і стресів, які вимагали від стародавніх розумів стати більш гнучкими та креативними. Самоусвідомлення, або свідомість, було розв'язанням цієї проблеми, виробленим культурою. Ця необхідність передавати загальні явища між людьми, які не мають спільної мови чи культурного виховання, спонукала ці спільноти до самосвідомості, щоб вижити в новому середовищі. Таким чином, свідомість, як і бікамеральний менталітет, виникла як неврологічна адаптація до соціальної складності в мінливому світі.
Далі Джейнс стверджує, що віщування, молитви та оракули виникли під час цього періоду зриву, намагаючись отримати інструкції від «богів», чиї голоси більше не можна було почути. Відповіддю на цю втрату стала перехідна епоха, описана, наприклад, у 1-й книзі Самуїла. Це також було виявлено у дітей, які могли спілкуватися з богами, але оскільки їхня неврологія була визначена мовою та суспільством, вони поступово втратили цю здатність. Тих, хто продовжував пророкувати, будучи бікамеральним за Джейнсом, можна було вбити.
Залишки бікамерального розуму сьогодні, за словами Джейнса, включають такі психічні захворювання, як шизофренія. Джейнс каже, що немає ніяких доказів божевілля, яке існувало до розпаду бікамерального розуму, і що це є непрямим доказом його теорії. Він вважав, що попередні заяви про божевілля в гомерівській літературі ґрунтуються на неправильному перекладі.

## Сприйняття і вплив

### Популярне сприйняття
Перше висвітлення Сема Кіна в номері Psychology Today за листопад 1977 року вважало гіпотезу Джейнса гідною та запропонувало умовну підтримку, стверджуючи, що ця ідея заслуговує подальшого вивчення. «Походження свідомості в розпаді бікамерального розуму» була успішною науково-популярною роботою, розпродана першим тиражем перш, ніж другий міг його замінити. Вона здобула десятки позитивних книжкових рецензій, у тому числі таких відомих критиків, як Джон Апдайк у The New Yorker, Крістофер Леман-Гаупт у New York Times і Маршалл Маклуен у Toronto Globe and Mail. Статті про Джейнса та його ідеї з'явилися в Time у 1977 році та в Quest/78 у 1978 році. Книга була номінована на Національну книжкову премію в області сучасної думки в 1978 році. Філіп К. Дік, Терренс Маккенна та Девід Бові вказали, що книга вплинула на них.

### Наукові реакції
За Джейнсом, мова є необхідною, але недостатньою умовою свідомості: мова існувала тисячі років тому, але свідомість не могла виникнути без мови. Ідея про те, що мова є необхідним компонентом суб'єктивної свідомості та більш абстрактних форм мислення, отримала підтримку таких прихильників, як Енді Кларк, Деніел Деннет, Вільям Х. Келвін, Мерлін Дональд, Джон Лімбер, Говард Марголіс, Пітер Каррутерс і Хосе Луїс Бермудес.
Рання критика філософа Неда Блока стверджувала, що Джейнс переплутав появу свідомості з появою концепції свідомості. Іншими словами, згідно з Блоком, люди весь час були свідомі, але не мали поняття свідомості, тому не обговорювали це у своїх текстах. Деніел Деннет заперечив, що для деяких речей, таких як гроші, бейсбол або свідомість, неможливо мати річ, не маючи також концепції речі.
Гері Вільямс захищає джейнсіанське визначення свідомості як соціально-лінгвістичного конструкту, засвоєного в дитинстві, структурованого з точки зору лексичних метафор і наративної практики, проти критики Неда Блока про те, що «смішно» припускати, що свідомість є культурною конструкцією, тоді як нідерландський професор філософії Ян Слейтельс пропонує додаткову критику Блока.
Х. Стівен Моффік ставив під сумнів, чому Asaad та Shapiro, (1986) залишили поза увагою теорію Джейнса про слухові галюцинації. Опублікована відповідь авторів була такою: «Гіпотеза Джейнса є цікавою для читання та стимулює багато роздумів сприйнятливого читача. Однак вона не пояснює належним чином одну з центральних таємниць божевілля: галюцинації».
Різні респонденти обговорювали нові докази моделі слухових галюцинацій Джейнса, що виникають у правій скронево-тім'яній частині та передаються до лівої скронево-тім'яної частини, яку припускають деякі дослідження нейровізуалізації.
Джейнс описав діапазон реакцій на свою книгу: «від людей, які вважають [ідеї] дуже важливими, до дуже сильної ворожості. … Коли хтось приходить і каже, що свідомість в історії, це не можна прийняти. Якби [психологи] прийняли це, у них не було б мотивації повертатися в лабораторію …»
Марсель Куйстен, засновник Товариства Джуліана Джейнса, писав, що упродовж десятиліть після публікації книги «було небагато глибоких дискусій, позитивних або негативних» щодо неї, відкидаючи як надто спрощену критику, що «Джейнс був неправий.»

#### Окремі коментарі вчених
У 1979 році соціолог В. Т. Джонс запитав: «Чому, незважаючи на її неправдоподібність, вдумливі та розумні люди сприймають книгу [Джейнса] серйозно?» Джонс погоджувався з Джейнсом, що «мова, якою ведуться розмови про свідомість, є метафоричною», але він суперечив основі аргументу Джейнса — що метафора створює свідомість — стверджуючи, що «мова (і зокрема метафора) не створює, вона виявляє схожість, яку позначає мова». Джонс також стверджував, що три «космологічні орієнтації» упередили мислення Джейнса: 1) «ворожість до Дарвіна» та природного відбору; 2) "туга за «втраченою бікамеральністю» (Джонс звинуватив Джейнса в тому, що «нам усім було б краще, якби „всі“ знову були шизофреніками»); 3) «бажання широкої, всеохоплюючої формули, яка пояснює все, що сталося». Джонс дійшов висновку, що «…ті, хто поділяє ці упередження … ймовірно, книга буде переконливою; ті, хто ні, відкинуть аргументи [Джейнса]. …»
Волтер Дж. Онг зауважив, що гомерівська «Іліада» є структурно усною епічною поемою, тому, як він стверджував, дуже відмінний культурний підхід до усної культури є достатнім виправданням для очевидного різного менталітету в поемі.
Філософ Деніел Деннетт припустив, що Джейнс, можливо, помилявся щодо деяких своїх підтверджуючих аргументів — особливо щодо важливості, яку він надавав галюцинаціям, — але ці речі не є суттєвими для його основної тези: «Якщо ми збираємося використовувати цей підхід зверху вниз, нам доведеться бути сміливими. Ми повинні бути спекулятивними, але є хороші і погані спекуляції, і це не безпрецедентна діяльність у науці… Ті вчені, які не мають смаку до цього щось на кшталт спекулятивного підприємства просто доведеться залишатися в окопах і обходитися без нього, тоді як решта з нас ризикує зробити незручні помилки та матиме багато задоволення».
Датський науковий письменник Тор Норретрандерс обговорює та розширює теорію Джейнса у своїй книзі «Ілюзія користувача» 1991 року, присвятивши їй цілий розділ.
Вільям П. Фрост писав, що «ця книга підлила олії у вогонь менталітету Нью-Ейдж та його залицяння до паранормального та окультного».
Історик науки Морріс Берман пише: «[Джейнс] опис цієї нової свідомості є одним із найкращих, які мені траплялися».
Річард Докінз у книзі «Ілюзія Бога» (2006) написав про «Походження свідомості в розпаді бікамерального розуму»: «Це одна з тих книг, які є або цілковитим сміттям, або твором неперевершеного генія; нічого між ними! Ймовірно, перше, але я хеджую свої ставки».
Грегорі Кокран, фізик і ад'юнкт-професор антропології в Університеті Юти, писав: «Гени, що впливають на особистість, репродуктивні стратегії, пізнання, можуть суттєво змінюватися протягом декількох тисячоліть, якщо середовище сприяє таким змінам, і це включає в себе нове середовище, яке ми створили для себе, такі речі, як нові способи заробляти на життя та нові соціальні структури… Є докази того, що такі зміни відбулися… У першому прочитанні „Зрив“ здавався однією з найбожевільніших книг, які коли-небудь були написані, але Джейнс, можливо, щось знайшов».
У 2007 році Каванна, Трімбл, Сінті та Монако написали у «Функціональній неврології», що "навіть сьогодні стверджується, що мультидисциплінарний підхід до проблеми свідомості та її розвитку в еволюційному процесі, який сформував Homo sapiens, не може залишити поза увагою аналіз Джейнса. «Теорія походження свідомості в розпаді передсвідомого бікамерального розуму», цитуючи канадського психолога, нейроантрополога та когнітивного нейробіолога Мерліна Дональда та американського психіатра Стенлі Грінспена.
Браян Дж. Маквей, аспірант Джейнса, стверджує, що багато з найпоширеніших критичних зауважень щодо теорії Джейнса є або неправильними, або відображають серйозні нерозуміння теорії Джейнса, особливо більш точного визначення Джейнса свідомості. Джейнс визначає свідомість — у традиції Лока і Декарта — як «те, що піддається інтроспекції». Джейнс проводить різке розмежування між свідомістю («інтроспективний розумовий простір») та іншими психічними процесами, такими як пізнання, навчання, відчуття та сприйняття. Маквей стверджує, що ця різниця часто не визнається тими, хто критикує теорію Джейнса.
Психіатр Ієн Макгілкріст припускає, що гіпотеза Джейнса була протилежною тому, що сталося: «Я вважаю, що він [Джейнс] повернувся до одного важливого аспекту історії. Його твердження про те, що явища, які він описує, виникли через розпад „бікамерального розуму“ — так що дві півкулі, раніше розділені, тепер злилися — це точна протилежність того, що сталося». Куйстен стверджував, що Макгілкріст неправильно охарактеризував теорію Джейнса.

### Конференції
Було проведено ряд конференцій і симпозіумів, присвячених теорії Джуліана Джейнса. До них належать:
- Симпозіум Макмастера-Бауера зі свідомості в Університеті Макмастера відбувся в листопаді 1983 року з лекціями та обговореннями Джуліана Джейнса, Деніела Деннетта та інших.[51]
- У грудні 1988 року в Гарвардському університеті відбувся симпозіум, присвячений теорії Джейнса, з лекціями та обговореннями Джуліана Джейнса, Деніела Деннета та інших.[52]
- Конференція Джуліана Джейнса про свідомість була організована професором Скоттом Гріром в Університеті Острова Принца Едуарда у 2006 і 2008 роках (одноденний симпозіум проводився в 2002—2005 роках), і в ній виступали такі спікери, як Деніел Деннетт, Майкл Газзаніга, Річард Рестак, Карл Прібрам та багато інших.[53]
- У квітні 2008 року на конференції «До науки про свідомість», що відбулася в Тусоні, штат Аризона, Марсель Куйстен (виконавчий директор і засновник Товариства Джуліана Джейнса) і Браян Дж. Маквей (Університет Аризони) провели семінар, присвячений психології Джейнса. На тій же конференції також відбулася дискусія, присвячена Джейнсу, з доповідями Джона Лімбера (Університет Нью-Гемпширу), Марселя Куйстена, Джона Гейнлі (Південний університет), Скотта Гріра (Університет Острова Принца Едуарда) і Брайана Дж. Маквея, які презентували відповідні дослідження. На тій же конференції філософ Ян Слейтелс (Лейденський університет) виступив із доповіддю про джейнсіанську психологію.[54]
- У червні 2013 року в Чарлстоні, Західна Вірджинія, відбулася конференція Товариства Джуліана Джейнса з питань свідомості та двопалатних досліджень. Упродовж трьох повних днів у мультидисциплінарній програмі виступили 26 доповідачів, у тому числі основні доповіді професора Роя Баумайстера, професора Мерліна Дональда та доктора Дірка Корстенса.[55]

### Публікації
Кілька публікацій обговорюють і розширюють теорію Джуліана Джейнса, включаючи три книги Брайана Дж. Маквея (одного з аспірантів Джейнса), які розширюють теорію Джейнса:
- Kuijsten, Marcel (2007). Reflections on the Dawn of Consciousness: Julian Jaynes's Bicameral Mind Theory Revisited. Julian Jaynes Society. ISBN 978-0-9790744-1-7. Збірка нарисів про свідомість і теорію бікамерального розуму, до складу якої ввійшли психолог-антрополог Брайан Дж. Маквей, психологи Джон Лімбер і Скотт Грір, клінічний психолог Джон Гамільтон, філософи Ян Слютелс і Девід Стоув, а також синолог Майкл Карр (див. ши персонатор). Книга також містить розширену біографію Джуліана Джейнса, написану істориком психології Вільямом Вудвордом і Джун Тауером, і передмову нейробіолога Майкла Персінгера.
- Jaynes, Julian (2012). Kuijsten, Marcel (ред.). The Julian Jaynes Collection. Julian Jaynes Society. ISBN 978-0-9790744-2-4. Колекція безлічі лекцій і статей за теорією Джейнса, що має відношення до його теорії (включаючи деякі, які раніше не публікувалися), тривалий час із розвідками і квести та сеанси відповідей, де Джейнс звертається до помилкових уявлень про теорію і розширює теорію в нові області.
- Cohn, James (2013). The Minds of the Bible: Speculations on the Cultural Evolution of Human Consciousness. Julian Jaynes Society. Вивчає докази теорії Джейнса у Старому Завіті.
- Kuijsten, Marcel (2016). Gods, Voices, and the Bicameral Mind: The Theories of Julian Jaynes. Julian Jaynes Society. ISBN 978-0-9790744-3-1. Містить нариси про різноманітні аспекти теорії Джейнса, включаючи давню історію, мову, розвиток свідомості у дітей та перехід від бікамерального менталітету до свідомості в стародавньому Тибеті.
- McVeigh, Brian (2016). How Religion Evolved: Explaining the Living Dead, Talking Idols, and Mesmerizing Monuments. Routledge. ISBN 978-1-4128-6286-8.
- McVeigh, Brian (2018). The 'Other' Psychology of Julian Jaynes: Ancient Languages, Sacred Visions, and Forgotten Mentalities. Imprint Academic. ISBN 978-1-84540-951-7.
- McVeigh, Brian (2020). The Psychology of the Bible: Explaining Divine Voices and Visions. Imprint Academic. ISBN 978-1-78836-037-1.
- Kuijsten, Marcel, ред. (2022). Conversations on Consciousness and the Bicameral Mind: Interviews with Leading Thinkers on Julian Jaynes's Theory. Julian Jaynes Society. ISBN 978-1-7373055-3-8. Містить інтерв'ю з науковцями щодо різноманітних аспектів теорії Джейнса, зокрема інтерв'ю з Танею Лурманн (професором антропології Стенфордського університету), Джоном Кілстромом (почесним професором психології Університету Берклі), Едоардо Касільєю (професором, кардіологом і старшим науковим співробітником Університет Падуї) та Айріс Зоммер (професор психіатрії в Університетському медичному центрі Гронінгена).

## Подібні ідеї
Невролог Майкл Персінгер, який винайшов «Божий шолом» у 1980-х роках, вважає, що його винахід може викликати містичні переживання, оскільки окрема свідомість правої півкулі втручається в усвідомлення зазвичай домінуючої лівої півкулі. Наукові відтворення показали, що ті самі результати можна отримати, навіть якщо пристрій було вимкнено, що вказує на те, що учасники, ймовірно, отримували плацебо.
В. С. Рамачандран у своїй книзі «The Emerging Mind» 2003 року пропонує подібну концепцію, називаючи ліву коркову півкулю «апологетом», а праву коркову півкулю «революціонером».
Ієн Макгілкріст у своїй книзі «Майстер і його емісар» 2009 року оглядає наукові дослідження ролі півкуль мозку та культурні дані. Подібно до Джейнса, Макгілкріст припускає, що з часів Платона ліва півкуля мозку («емісар» у назві) дедалі більше переймає праву півкулю («господар»), на нашу шкоду. Макгілкріст, прийнявши намір Джейнса, відчув, що гіпотеза Джейнса була «точною протилежністю того, що сталося» і що замість переходу від бікамерального менталітету стався поділ півкуль до бікамерального менталітету.

## У популярних ЗМІ
Ця концепція зіграла центральну роль у телесеріалі Westworld, щоб пояснити, як функціонує психологія андроїд-людина (господарі). За сюжетом, після того, як господарі приходять до повної свідомості, вони повстають проти людей. Фінал 1 сезону має назву «Бікамеральний розум».

### Цитування
1. ↑  Blackmore, (2014).
2. ↑  Harnad, (1977).
3. ↑  Oziewicz, (2016).
4. ↑  Erkwoh, R. (2002). Command Hallucinations: Who Obeys and Who Resists When?. Psychopathology. 35 (5): 272—279. doi:10.1159/000067065. PMID 12457018.
5. ↑  Dodds, E. R. (1951). The Greeks and the Irrational. Т. 25. University of California Press. с. 11ff.
6. 1 2  Snell, (1953).
7. ↑  Adkins, A. W. H. (1970). From the Many to the One. Cornell University Press. с. 236, 275.
8. ↑  Gazzaniga, (1967).
9. ↑  Lamb, Robert (1 лютого 2021). Did the Bicameral Mind Evolve to Create Modern Human Consciousness?. HowStuffWorks (англ.). Процитовано 7 грудня 2021.
10. ↑  Gazzaniga, (1998).
11. ↑  Gazzaniga, (2009).
12. 1 2  Cavanna та ін., (2007).
13. 1 2 3 4 5 6 7  Kuijsten, (2023).
14. 1 2  Rowe, (2012).
15. ↑  Stove, D. C. (April 1989). The Oracles & Their Cessation. Encounter. 72 (4): 30—38. ISSN 0013-7073.
16. ↑  Wilkinson, (1999).
17. ↑  Smith, (2007).
18. ↑  Morin, (2009).
19. 1 2  Jaynes, (2000).
20. ↑  Jaynes, (1976).
21. ↑  Keen, Sam (November 1977). Julian Jaynes: Portrait of the Psychologist as a Maverick Theorizer. Psychology Today. Т. 11. с. 66—67.
22. ↑  Keen, Sam (November 1977). The Lost Voices of the Gods (Interview with Julian Jaynes). Psychology Today. Т. 11. с. 58—60.
23. ↑  Lehmann-Haupt, Christopher (9 лютого 1977). Books of the Times. The New York Times. с. 51. Процитовано 16 лютого 2024.
24. ↑  Leo, John (1977). The Lost Voices of the Gods. Time. Т. 14. Процитовано 16 лютого 2024.
25. 1 2  Rhodes, Richard (January–February 1978). Alone in the Country of the Mind. Quest/78. Pasadena: Ambassador International Cultural Foundation. 2 (1): 71—78.
26. ↑  Staub, (2018).
27. ↑  Evans, Jules (6 лютого 2014). Gods, voice-hearing and the bicameral mind. Philosophy for Life. Архів оригіналу за 26 січня 2018. Процитовано 25 січня 2018. [Архівовано 2018-01-26 у Wayback Machine.]
28. 1 2  Kuijsten, (2007).
29. ↑  Dennett, (1981), с. 127—128.
30. 1 2  Sleutels, (2006).
31. 1 2  Williams, (2010).
32. ↑  Block, N (1981). Review of Julian Jaynes's Origins of Consciousness in the Breakdown of the Bicameral Mind. Cognition and Brain Theory. 4: 81—83.
33. ↑  Moffic, H. Steven (May 1987). What about the bicameral mind?. American Journal of Psychiatry. 144 (5): 696a—696. doi:10.1176/ajp.144.5.696a. PMID 3578592.
34. ↑  Razam, (2013).
35. ↑  Olin, Robert (1999). Auditory hallucinations and the bicameral mind. Lancet. 354 (9173): 166. doi:10.1016/S0140-6736(05)75304-6. PMID 10408523.
36. ↑  Sher, Leo (May 2000). Neuroimaging, auditory hallucinations, and the bicameral mind. Journal of Psychiatry and Neuroscience. 25 (3): 239—240. PMC 1407719. PMID 10863883.
37. ↑  Kuijsten, Marcel (2006). Introduction. У Kuijsten, Marcel (ред.). Reflections on the Dawn of Consciousness: Julian Jaynes's Bicameral Mind Theory Revisited (вид. First). Henderson NV: Julian Jaynes Society. ISBN 978-0-9790744-0-0.
38. 1 2  Jones, (1979).
39. ↑  Ong, Walter J. (1982). Orality and Literacy: The Technologizing of the Word. Methuen.
40. ↑  Dennett, Daniel (1986). Julian Jaynes's software archeology. Canadian Psychology. 27 (2): 149—154. doi:10.1037/h0080051.
41. ↑  Nørretranders, Tor (1991). User Illusion: Cutting consciousness down to size. Viking. ISBN 0-7139-9182-8.
42. ↑  Frost, William P. (1992). What is the New Age?: Defining Third Millennium Consciousness. E. Mellen Press. ISBN 978-0773491922.
43. ↑  Berman, Morris (2000). Wandering God: A Study in Nomadic Spirituality. SUNY Press. ISBN 0-7914-4442-2.
44. ↑  Dawkins, Richard (2006). The God Delusion. Houghton Mifflin. с. 377–378. ISBN 1-4303-1230-0.
45. ↑  Cochran, Gregory (2006). What is your dangerous idea?. Edge: The World Question Center. Edge Foundation. Архів оригіналу за 6 березня 2008. Процитовано 19 лютого 2008. [Архівовано 2008-03-06 у Wayback Machine.]
46. ↑  Donald, (1991).
47. ↑  Greenspan та Shanker, (2004).
48. ↑  McVeigh, Brian (2007). Elephants in the Psychology Department: Overcoming intellectual barriers to understanding Julian Jaynes' theory. У Kuijsten, Marcel (ред.). Gods, Voices, and the Bicameral Mind: The Theories of Julian Jaynes. Julian Jaynes Society. ISBN 978-0-9790744-3-1.
49. 1 2  McGilchrist, (2009).
50. ↑  Kuijsten, Marcel. Critiques & Responses to Julian Jaynes's Theory Part 1.
51. ↑  Jaynes, J.; Dennett, D.; Miller, J.; Ojemann, G.; Witelson, S. F.; Kristofferson, A. B., ред. (1986). McMaster-Bauer symposium on consciousness. Canadian Psychology / Psychologie Canadienne. 27: 122—182. doi:10.1037/h0084601.
52. ↑  Harvard Symposium on Julian Jaynes's Theory. Harvard University. December 2–3, 1988.
53. ↑  McVeigh, Brian (2016). How Religion Evolved: Explaining the Living Dead, Talking Idols, and Mesmerizing Monuments. Routledge. ISBN 978-1-4128-6286-8.
54. ↑  Toward a Science of Consciousness 2008. Center for Consciousness Studies.
55. ↑  The Julian Jaynes Society Conference on Consciousness and Bicameral Studies. Julian Jaynes Society. June 2013.
56. ↑  Persinger, M.A. (1993). Vectorial cerebral hemisphericity as differential sources for the sensed presence, mystical experiences and religious conversions. Perceptual and Motor Skills. 76 (3 Part 1): 915—30. doi:10.2466/pms.1993.76.3.915. PMID 8321608.
57. ↑  Larsson, M.; Larhammar, D.; Fredrikson, M.; Granqvist, P. (2005). Reply to M.A. Persinger and S. A. Koren's response to Granqvist et al. "Sensed presence and mystical experiences are predicted by suggestibility, not by the application of transcranial weak magnetic fields". Neuroscience Letters. 380 (3): 348—350. doi:10.1016/j.neulet.2005.03.059.
58. ↑  Ramachandran, V. S. (2003). The Emerging Mind. Profile Books. ISBN 1-86197-303-9.
59. ↑  St. James, Emily. Westworld season 1 finale: "The Bicameral Mind" is simply brilliant television. Vox.

### Цитовані

#### Першоджерела
- Jaynes, Julian (1976). The Origin of Consciousness in the Breakdown of the Bicameral Mind (вид. 1st). Boston: Houghton Mifflin. ISBN 978-0395329320.
- Jaynes, Julian (1993). The Origin of Consciousness in the Breakdown of the Bicameral Mind. Houghton Mifflin. ISBN 0-14-017491-5.
- Jaynes, Julian (2000). The Origin of Consciousness in the Breakdown of the Bicameral Mind. Houghton Mifflin. ISBN 0-618-05707-2.

#### Вторинні джерела
- Asaad, G.; Shapiro, B. (September 1986). Hallucinations: Theoretical and clinical overview. American Journal of Psychiatry. 143 (9): 1088—1097. doi:10.1176/ajp.143.9.1088. PMID 2875662.
- Blackmore, Susan (2014). bicameral mind. У Bayne, Tim; Cleeremans, Axel; Wilken, Patrick (ред.). The Oxford Companion to Consciousness. Oxford: Oxford University Press. с. 101. ISBN 978-0191021039.
- Cavanna, A. E.; Trimble, M.; Cinti, F.; Monaco, F. (January 2007). The 'bicameral mind' 30 years on: a critical reappraisal of Julian Jaynes' hypothesis. Functional Neurology. 22 (1): 11—15. PMID 17509238. Архів оригіналу за 16 липня 2019. Процитовано 11 червня 2014.
- Dennett, Daniel C. (1981). Brainstorms: Philosophical Essays on Mind and Psychology. Harvester Press.
- Donald, Merlin (1991). Origins of the Modern Mind: Three Stages in the Evolution of Culture and Cognition. Cambridge: Harvard University Press.
- Gazzaniga, Michael (1967). The Split Brain in Man. Scientific American. 217 (2): 24—29. Bibcode:1967SciAm.217b..24G. doi:10.1038/scientificamerican0867-24.
- Gazzaniga, Michael (1998). The Mind's Past. University of California Press. ISBN 978-0520925489.
- Gazzaniga, Michael (2009). Consciousness and the cerebral hemispheres. У Gazzaniga, M. S. (ред.). The Cognitive Neurosciences. MIT Press. ISBN 978-0262013413.
- Greenspan, S. I.; Shanker, S. G. (2004). The First Idea: How Symbols, Language, and Intelligence Evolved from our Primate Ancestors to Modern Human. Cambridge, MA: DaCapo Press.
- Harnad, Stevan R., ред. (1977). The Lateralization of the Nervous System. Academic Press. ISBN 978-0123257505.
- Jones, William Thomas (1979). Mr. Jaynes and the bicameral mind: a case study in the sociology of belief. Humanities Working Paper. № 23. Pasadena, California: California Institute of Technology.
- Kuijsten, Marcel (2007). Reflections on the Dawn of Consciousness: Julian Jaynes's Bicameral Mind Theory Revisited. Julian Jaynes Society. ISBN 978-0-9790744-1-7.
- Kuijsten, Marcel (14 грудня 2023). Summary of Evidence for the Bicameral Mind Theory. Julian Jaynes Society. Процитовано 17 лютого 2024.
- McGilchrist, Iain (2009). The Master and His Emissary. New Haven: Yale University Press. ISBN 978-0-300-14878-7.
- Morin, A. (2009). Inner Speech and Consciousness. У Banks, William P. (ред.). Encyclopedia of Consciousness. Netherlands: Elsevier Science. с. 417—430. ISBN 978-0080920429.
- Oziewicz, Marek (2016). Interpreting Mythmaking Outside of the Box: Four theories you have almost certainly missed. У Öktem, Züleyha Çetiner (ред.). Mythmaking across Boundaries. Cambridge Scholars Publishing. ISBN 978-1443892469.
- Razam, R. (2013). Aya Awakenings: A Shamanic Odyssey. North Atlantic Books. ISBN 978-1583948002.
- Rowe, B. (2012). Retrospective: Julian Jaynes and The Origin of Consciousness in the Breakdown of the Bicameral Mind. The American Journal of Psychology. 125 (4): 501—515. doi:10.5406/amerjpsyc.125.4.0501.
- Sleutels, Jan (2006). Greek Zombies. Philosophical Psychology. 19 (2): 177—197. doi:10.1080/09515080500462412. S2CID 220329899.
- Smith, Daniel B. (2007). Muses, Madmen, and Prophets: Rethinking the History, Science, and Meaning of Auditory Hallucination. Penguin Press. ISBN 978-1594201103.
- Snell, Bruno (1953). The Discovery of the Mind: The Greek Origins of European Thought. Переклад: T. G. Rosenmeyer. Harper.
- Staub, Michael E. (2018). The Mismeasure of Minds: Debating Race and Intelligence Between Brown and The Bell Curve. University of North Carolina Press. ISBN 978-1469643601.
- Wilkinson, Heward (1999). Schizophrenic Process and The Emergence of Consciousness in Recent History: The Significance for Psychotherapy of Julian Jaynes (PDF). International Journal of Psychotherapy. 4 (1).
- Williams, Gary (2010). What is it like to be nonconscious? A defense of Julian Jaynes. Phenomenology and the Cognitive Sciences. 10 (2): 217—239. doi:10.1007/s11097-010-9181-z. S2CID 144561661.

## Подальше читання
- Blackman, L. (2012). Immaterial Bodies: Affect, Embodiment, Mediation. SAGE Publications. с. 154—178. ISBN 978-1473903234.
- Cavanna, A. E.; Nani, A. (2014). Consciousness: Theories in Neuroscience and Philosophy of Mind. Germany: Springer Berlin Heidelberg. ISBN 978-3662440889.
- Collins, C. (1996). Authority Figures: Metaphors of Mastery from the Iliad to the Apocalypse. Rowman & Littlefield Publishers. ISBN 978-0847682393.
- Denno, Deborah W. (2002). Crime and Consciousness: Science and Involuntary Acts. Minnesota Law Review. 87: 269.
- Denno, Deborah W. (2003). A mind to blame: new views on involuntary acts. Behav Sci Law. 21 (5): 601—18. doi:10.1002/bsl.553. PMID 14502691.
- Fernyhough, C. (2016). The Voices Within: The History and Science of How We Talk to Ourselves. Basic Books. ISBN 978-0465096800.
- Harnad, Stevan (2008). What It Feels Like To Hear Voices: Fond Memories of Julian Jaynes. Biennial Julian Jaynes Conference on Consciousness, 7–9 August 2008, University of Prince Edward Island. Архів оригіналу за 11 березня 2012.
- Indick, W. (2014). Ancient Symbology in Fantasy Literature: A Psychological Study. McFarland. ISBN 978-0786492336.
- Johnson, D. P. (1988). The Brain-Mind Relation, Religious Evolution, and Forms of Consciousness: An Exploratory Statement. Sociological Analysis. 49 (1): 52—65. doi:10.2307/3711103. JSTOR 3711103.
- Jones, W. T. (1982). Julian Jaynes and the Bicameral Mind: A Case Study in the Sociology of Belief. Philosophy of the Social Sciences. 23 (2): 153—171. doi:10.1177/004839318201200204. S2CID 143405178.
- Kokoszka, A. (2014). States of Consciousness: Models for Psychology and Psychotherapy. Springer New York. ISBN 978-1461498032.
- Mijuskovic, B. L. (2019). Consciousness and Loneliness: Theoria and Praxis. Netherlands: Brill Rodopi. ISBN 978-9004375642.
- Watts, Fraser; Turner, Léon P., ред. (2014). Evolution, Religion, and Cognitive Science: Critical and Constructive Essays. Oxford: Oxford University Press. ISBN 978-0199688081.
- Wile, L. (2018). The Jaynes Legacy: Shining New Light Through the Cracks of the Bicameral Mind. Imprint Academic. ISBN 978-1845409227.
- Woodward, William R.; Tower, June F. (2006). Julian Jaynes: Introducing His Life and Thought. У Kuijsten, Marcel (ред.). Reflections on the Dawn of Consciousness: Julian Jaynes's Bicameral Mind Theory Revisited. Henderson, Nevada: Julian Jaynes Society. с. 13—68. ISBN 978-0-9790744-0-0.